# Mansour Bahrami
Mansour Bahrami (Persană: منصور بهرامی‎) (n. 26 aprilie 1956, Arak, Iran) este un fost jucător profesionist de tenis de câmp. Are dublă cetățenie, iraniană (cea natală) și franceză (obținută în 1989)
1. 1 2  Association of Tennis Professionals website[*] Verificați valoarea |titlelink= (ajutor)
2. ↑  Autoritatea BnF, accesat în 10 octombrie 2015